# A Monarquia (jornal)
A Monarquia (A Monarchia), publicou-se bissemanalmente em Lisboa entre Janeiro e Março de 1916, era um jornal monárquico (com pendor anti-liberal) e católico, era órgão de doutrina e comentário, mais do que noticioso, impresso a azul (côr monárquica) até ao número 6, tendo como mentor Astrigildo Chaves, que aqui desabafa a sua repulsa pelo republicanismo. Consequentemente, o alicerce de A Monarquia é a ansiada restauração monárquica, estando patente ao longo de todas as edições uma agressão constante à república implantada, a consolidação da causa monárquica e a uma vincada rejeição à participação de Portugal  na I Grande Guerra. A ajudar Astrigildo Chaves na execução deste projeto constam os nomes de Arménio Monteiro, Mécia Mouzinho de Albuquerque, Conde de Arnoso e Joaquim Saraiva de Carvalho, Martins Grilo, Alfredo Ferreira, João Pereira, César A. de Oliveira. e Fernando Campos.